# Occludine
 (décembre 2013).
Si vous disposez d'ouvrages ou d'articles de référence ou si vous connaissez des sites web de qualité traitant du thème abordé ici, merci de compléter l'article en donnant les références utiles à sa vérifiabilité et en les liant à la section « Notes et références ».
L'occludine est une protéine transmembranaire présente notamment dans les jonctions serrées pour assurer les fonctions de cohésion de cette structure cellulaire spécifique. Elle a été initialement identifiée dans des cellules endothéliales en 1984. Elle comporte quatre domaines transmembranaires en hélice alpha.

## Fonctions
imperméablité, étanchéité des épithéliums, déterminant une barrière physiologique entre les compartiments extérieur et intérieur de l'organisme.